# Parque Nacional Natural Cueva de Los Guácharos
Parque Nacional Natural Cueva de Los Guácharos är en nationalpark i Colombia.   Den ligger i departementet Huila, i den sydvästra delen av landet, 400 km sydväst om huvudstaden Bogotá. Parque Nacional Natural Cueva de Los Guácharos ligger 2 478 meter över havet. Arean är 91 kvadratkilometer.
Årsmedeltemperaturen i trakten är 9 °C. Den varmaste månaden är februari, då medeltemperaturen är 11 °C, och den kallaste är juli, med 7 °C. Genomsnittlig årsnederbörd är 3 057 millimeter. Den regnigaste månaden är maj, med i genomsnitt 369 mm nederbörd, och den torraste är januari, med 175 mm nederbörd.